# Dreche

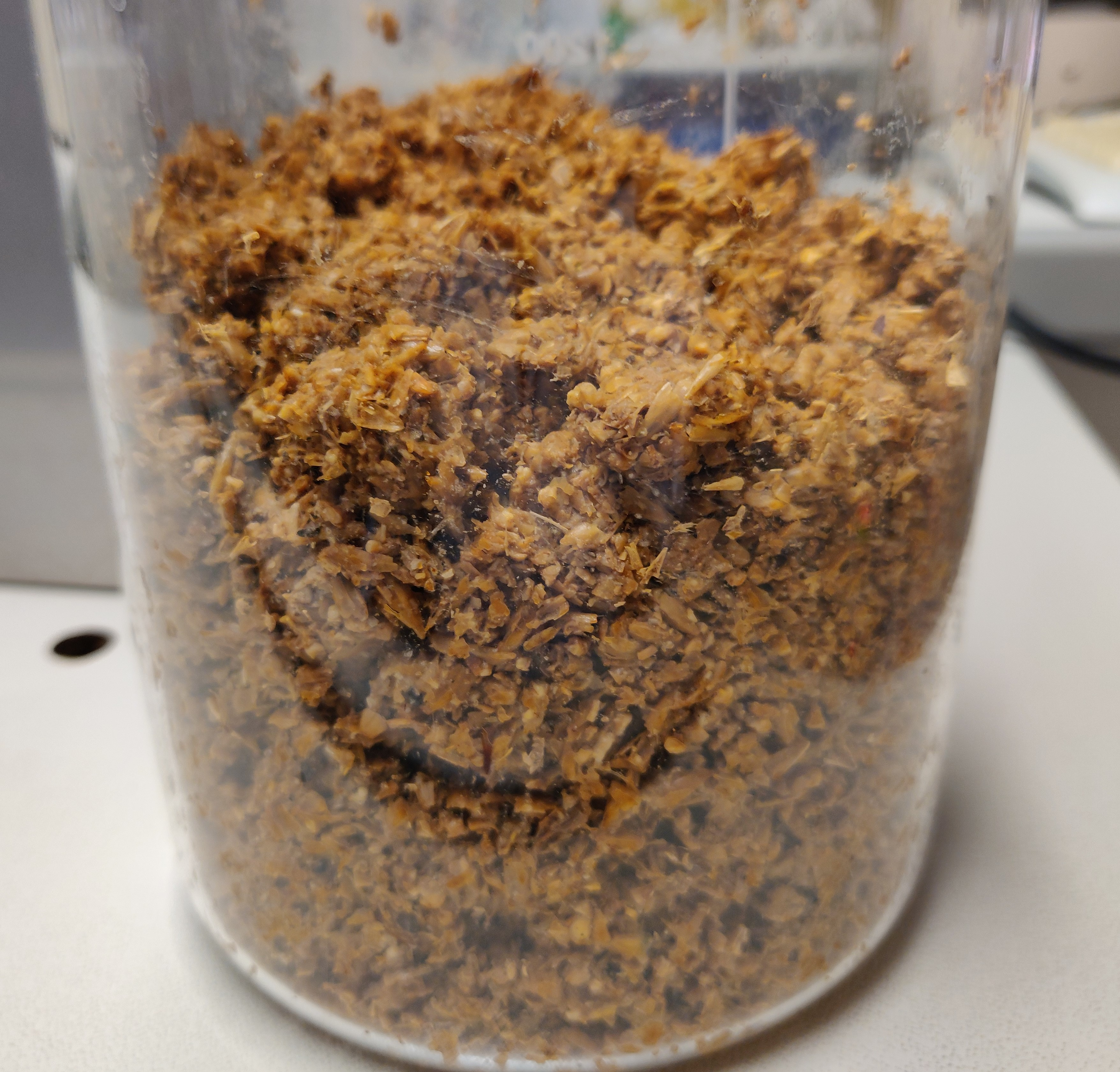
Amostra de dreche.

A dreche ou drèche é um subproduto da indústria cervejeira, constituído por resíduos de cereais, como a cevada, o trigo ou a aveia. Representa tipicamente 85% dos subprodutos totais da produção de cerveja.
A dreche é obtida na etapa de filtração do mosto, que tem como objectivo a remoção da fase insolúvel constituída pelos revestimentos dos grãos de cevada, alguns lípidos, proteínas e outros componentes. É esta fase insolúvel que é designada por dreche.
A dreche consiste em camadas de revestimento de sementes, casca e pericarpo que cobrem os grãos de cevada ao início. O componente maioritário da dreche serão as paredes do revestimento-pericarpo-semente, que são ricas em polissacáridos celulósicos e não celulósicos e lenhina, e possívelmente contêm algumas proteínas e lípidos. A casca também contém quantidades consideráveis de sílica e muitos componentes polifenólicos dos grãos de cevada.
Para além da indústria cervejeira clássica, as centrais de produção de bio-etanol têm também surgido como uma fonte cada vez maior de dreche.

## Produção
Na produção de cerveja, os grãos de cereal sofrem um processo de moagem para que o grão do malte seja transformado em farinha. Após a adição de água em condições controladas de pH e temperatura, as enzimas do malte degradam o amido e as proteínas em açúcares e aminoácidos necessários para o metabolismo da levedura (sacarificação). Da mistura resultante é separada, por filtração, a fase insolúvel chamada de dreche. Este subproduto pode depois pode depois ser vendido ou itilizado para a produção de energia.

## Aplicações[2]

### Nutrição animal
A principal aplicação da dreche passa pela sua incorporação na alimentação animal. Pode ser usada imediatamente após a sua obtenção do processo de produção de cerveja e é um excelente ingrediente para os ruminantes, desde que combinado com fontes de azoto. A dreche tem tido como uso principal a alimentação diária de gado leiteiro, mas devido à sua riqueza proteica, fibrosa e energética, tem sido alvo de vários estudos para a sua aplicação na alimentação de outro tipo de animais.

### Nutrição humana
A dreche tem sido também avaliada para a produção de cereais, pão de trigo, biscoitos e snacks aperitivos. No entanto, é demasiado granulada para ser usada directamente na alimentação, tendo por isso de ser convertida em farinha primeiro. Existem algumas limitações em usar a farinha de dreche como aditivo proteico ou como substituto parcial das farinhas presentes devido à sua cor e sabor.

### Produção de energia
A produção de energia é outro dos principais destinos da dreche, sendo a energia produzida por combustão directa ou gaseificação. A dreche pode ser também usada para produzir biogás por combustão ou fermentação. A combustão e produção de biogás a partir da dreche tem sido avaliada como alvo de reciclagem na própria indústria cervejeira.

### Materiais de construção
O reduzido teor de cinzas na dreche e a elevada quantidade de material fibroso (celulose, polissacáridos não celulósicos e lenhina) tornam-na adequada para ser usado em material de construção como o tijolo.

### Adsorvente
Devido ao seu baixo custo e elevada disponibilidade, a dreche tem sido testada como um adsorvente de diversos tipos de compostos, particularmente para a remoção de metais pesados de soluções aquosas e de compostos voláteis orgânicos (VOCs) de resíduos gasosos. A capacidade de adsorção dos VOCs pela dreche pirolisada é similar à do carvão de casca de côco. Já foi também emonstrada a capacidade da dreche de adsorver cádmio e chumbo e crómio a partir de soluções aquosas.

## References
1. ↑  Reinold, Matthias R. (1997). Manual prático de cervejaria. São Paulo: [s.n.] ISBN 85-86395-01-3.
2. 1 2  Sara Patrícia Pinto Padinha, Valorização da dreche para obtenção de novos produtos, Tese de Mestrado, 2016.
3. ↑  «Fact Sheets for Feeding Distillers Grains» (PDF). web.archive.org. 12 de novembro de 2011. Consultado em 17 de janeiro de 2019
4. ↑  Huige, Nick J. (1994). «Brewery By-Products and Effluents». Handbook of Brewing. Marcel Dekker. doi:10.1201/9781420015171-22. Consultado em 17 de janeiro de 2019
5. ↑  Hassona, H. Z. (1993). «High fibre bread containing brewer's spent grains and its effect on lipid metabolism in rats». Food / Nahrung (em inglês). 37 (6): 576–582. ISSN 1521-3803. doi:10.1002/food.19930370609
6. ↑  Chiang, Pen-Chi; Chang, Pu; You, Jiann-Hwa (1 de junho de 1992). «Innovative technology for controlling VOC emissions». Journal of Hazardous Materials. 31 (1): 19–28. ISSN 0304-3894. doi:10.1016/0304-3894(92)87036-F
7. ↑  Low, K. S; Lee, C. K; Liew, S. C (1 de setembro de 2000). «Sorption of cadmium and lead from aqueous solutions by spent grain». Process Biochemistry. 36 (1): 59–64. ISSN 1359-5113. doi:10.1016/S0032-9592(00)00177-1
8. ↑  Low, Kun-She; Lee, Chnoong Kheng; Low, Choy Hoong (2001). «Sorption of chromium (VI) by spent grain under batch conditions». Journal of Applied Polymer Science (em inglês). 82 (9): 2128–2134. ISSN 1097-4628. doi:10.1002/app.2058